# 沙巴及砂拉越高等法院大法官
沙巴及砂拉越高等法院大法官，又称沙巴及砂拉越大法官、东马大法官，是马来西亚三权分立制度下司法机构的第四高职。除此之外，他也是马来西亚第三级别法院—沙巴及砂拉越高等法院的最高首長。该职位位列联邦首席大法官、上诉法院主席和马来亚高等法院大法官之后。1994年前，该职位称为婆罗洲高等法院首席大法官。

## 历任

### 婆罗洲首席大法官
- 威廉·坎贝尔·威利（英语：William Campbell Wylie）：1963年－1965年
- 菲利普·派克（英语：Philip Pike）：1965年－1968年
- 依斯迈勘（英语：Ismail Khan Ibrahim Khan）：1968年－1973年
- 李汉和（英语：Lee Hun Hoe）：1974年－1988年
- 莫哈末哲慕里（英语：Mohamad Jemuri Serjan）：1988年－1994年

### 沙巴及砂拉越大法官
- 莫哈末哲慕里（英语：Mohamad Jemuri Serjan）：1994年
- 张守辉（英语：Chong Siew Fai）：1995年－2000年
- 沈立强（英语：Steve Shim Lip Kiong）：2000年－2006年
- 里察马拉尊：2006年－2018年
- 黄达华：2018年－2020年
- 阿邦伊斯干达（英语：Abang Iskandar Abang Hashim）：2020年－2023年
- 阿都拉曼瑟比里：2023年－2025年7月24日
- 阿兹莎娜瓦维：2025年7月25日－现任